# 25미터 속사권총
25미터 속사권총은 올림픽에는 남자종목만 있다.
10m 공기권총이 1988년부터 올림픽 종목으로 채택된 것과는 달리, 남자 25m 속사권총은 남자 50m 권총 부분과 함께, 1896년 제1회 아테네 올림픽부터 채택된 매우 오래된 올림픽 종목이다. 100년 이상의 올림픽 역사를 가진 25m 속사권총과 50m 권총은 올림픽 남자 종목만 있다.
22구경(5.5mm) 화약 권총을 사용한다.

## 총기
월터 SSP 등의 ISSF 규격 권총을 사용한다. 2004년 아테네 올림픽이 끝난 이후, ISSF는 25미터 속사권총 규격을 개정하였다.